# Tube électronique
 (août 2008).

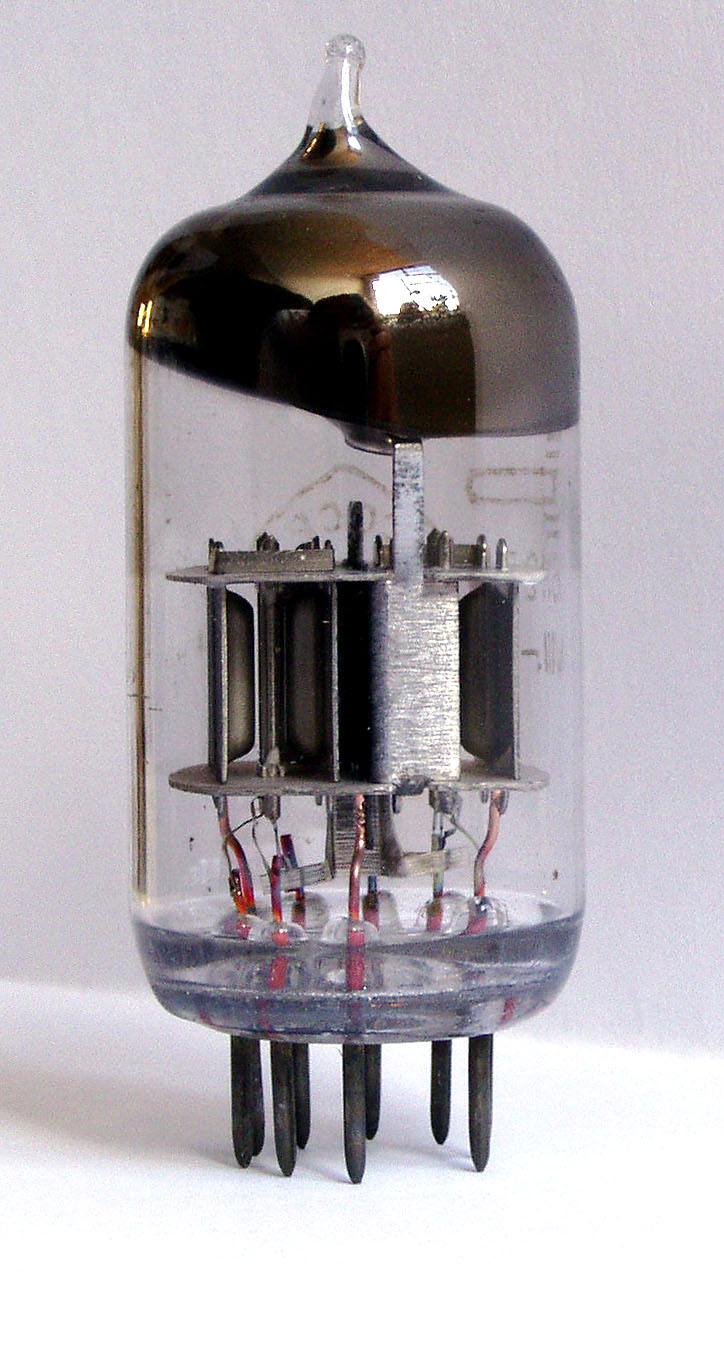
Lampe double-triode de fabrication russe.

Un tube électronique (thermionic valve en anglais ou vacuum tube aux États-Unis), également appelé tube à vide ou même lampe, est un composant électronique actif, généralement utilisé comme amplificateur de signal. Le tube à vide redresseur ou amplificateur a été remplacé dans beaucoup d'applications par différents semi-conducteurs, mais n'a pas été remplacé dans certains domaines comme l'amplification de forte puissance ou des hyperfréquences.

## Principe

### Structure générale
Les tubes électroniques désignent les composants qui utilisent des électrodes, placées dans le vide ou dans un gaz rare, isolées entre elles par ce milieu, et comprenant au moins une source d'électrons. Une enveloppe résistante à la température isole l'ensemble de l'extérieur. Bien que l'enveloppe soit généralement en verre, les tubes de puissance utilisent souvent la céramique et le métal. Les électrodes sont reliées aux terminaisons qui passent au travers de l'enveloppe par des passages étanches. Sur la plupart des tubes, les terminaisons sont des broches prévues pour être installées dans un support de tube électronique pour un remplacement facile.

### Effet thermoïonique

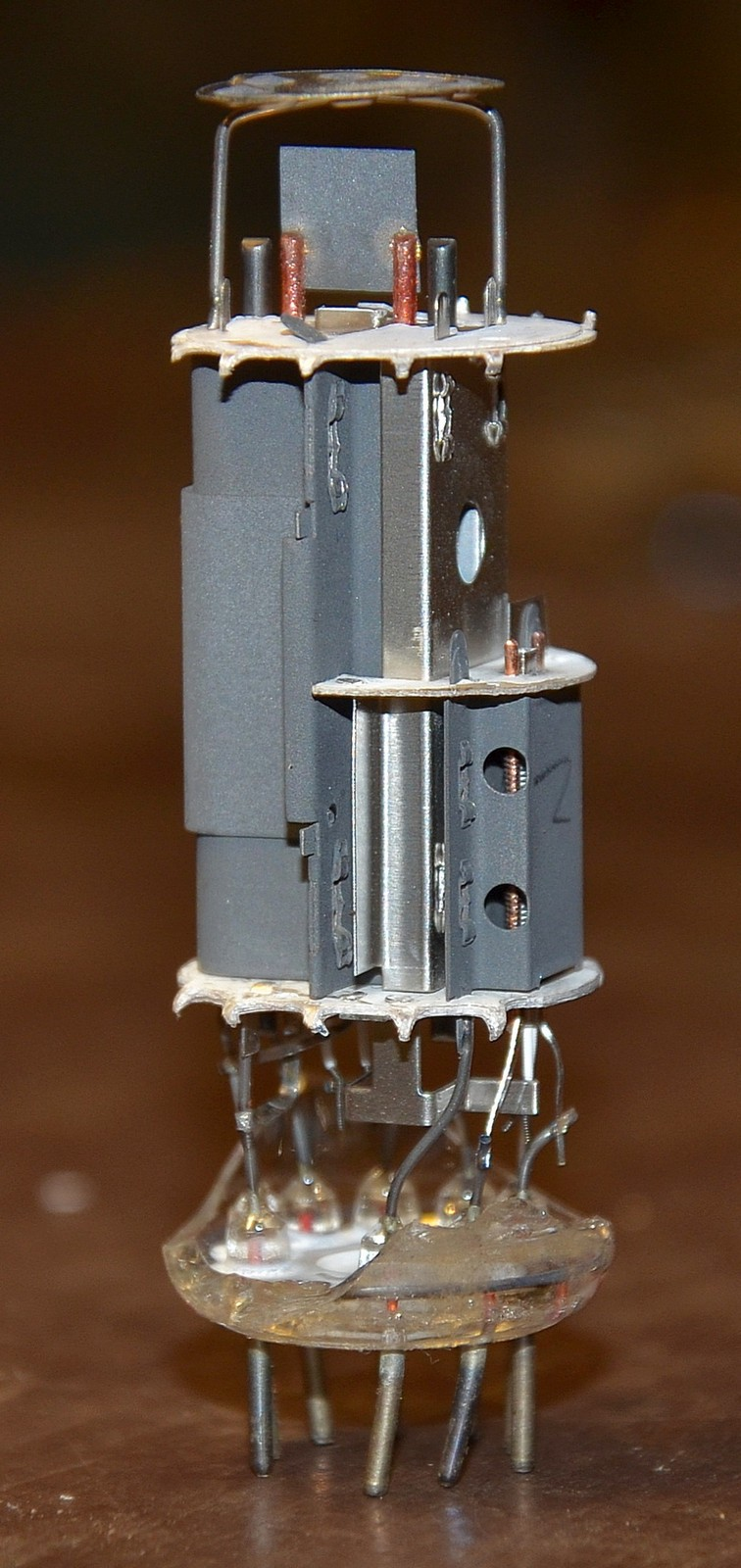
Tube électronique,
enveloppe de verre retirée.

Les tubes à vide utilisent l'effet thermoïonique pour créer des électrons libres puis les diriger et les moduler. À l'origine, le tube à vide ressemble à une lampe à incandescence, car il possède un filament chauffant à l'intérieur d'une enveloppe de verre vidée d'air. Quand il est chaud, le filament relâche des électrons dans le vide : ce processus est appelé émission thermoïonique. Il en résulte un nuage d'électrons, dont la charge est négative, appelé « charge d'espace ». Les tubes à chauffage direct ne sont plus utilisés sauf en tube de forte puissance, remplacé par le chauffage indirect. Dans un tube à chauffage indirect, le filament chauffe une électrode qui émet les électrons, la cathode.

### La diode à vide
C'est le tube le plus simple, utilisé comme redresseur. Dans une diode à vide, les électrons, émis par le filament dans le cas du chauffage direct ou par la cathode dans le cas du chauffage indirect, vont être attirés par une plaque métallique (plate en anglais) appelée anode et située à l'intérieur du tube. Cette plaque est chargée positivement. Il en résulte un flux d'électrons, appelé courant, qui vont du filament ou de la cathode vers la plaque. Le courant ne peut passer dans l'autre sens car l'anode n'est pas chauffée et n'émet donc pas d'électrons. On obtient donc une diode à vide. Ce composant ne conduit le courant que dans un seul et unique sens.
|  | 1. Filament chauffé par une source électrique auxiliaire. 2. Cathode : chargée négativement. 3. Flux d'électrons se déplaçant de la cathode vers l'anode. 4. Anode : chargée positivement. 5. Courant électrique mesuré dans le circuit. 6. Source de tension permettant de charger positivement l'anode. |

### La triode

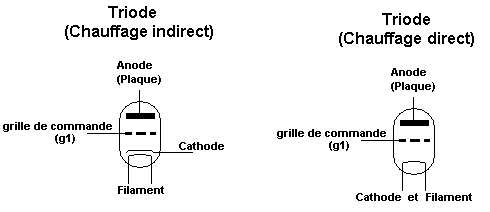
Principe des triodes à chauffage indirect et direct.

Lee De Forest, en ajoutant une électrode intermédiaire, de commande, a permis le développement du premier composant électronique amplificateur : la triode. La triode se compose d'une cathode émettrice d'électrons, d'une anode réceptrice, et d'une grille, placée entre les deux.
En modulant la tension appliquée sur la grille par rapport à la cathode, un nombre plus ou moins grand d'électrons émis par la cathode arrivent jusqu'à l'anode, créant un courant variable entre l'anode et la cathode. Une charge en série dans l'anode convertit la variation de courant en variation de tension et de puissance : l'amplification est réalisée.

### Évolution de la triode

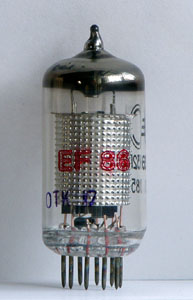
Pentode EF86.

La triode présentait des défauts, en particulier une tendance à osciller en raison de la capacité parasite que forme le couple grille-anode. Elle fut rapidement améliorée par l'adjonction d'une grille intermédiaire à un potentiel proche de celui de l'anode, réduisant cette capacité nuisible : la tétrode était créée.
Enfin la pentode permit de supprimer l'effet des émissions secondaires d'électrons sur la grille écran de la tétrode grâce à une troisième grille au potentiel de la cathode. D'autres combinaisons comme l'hexode, munie de deux grilles de commande, permettent de réaliser le mélange de fréquences nécessaire aux récepteurs.
L'évolution s'est poursuivie vers la miniaturisation, les tubes multifonctions, l'amélioration de la durée de vie et de la fiabilité, l'augmentation de la puissance et de la fréquence au fur et à mesure des besoins de la radio et de l'électronique.

## Applications
Dans la plupart des utilisations, le tube à vide a été remplacé par un composant plus petit et moins cher : le transistor et ses dérivés. Ce dernier est un semi-conducteur et il permet la réalisation de circuits intégrés. Le transistor permet une densité et une fiabilité bien supérieures au tube pour l'amplification et le traitement de signal. Les tubes sont cependant toujours utilisés pour des applications spécifiques comme certains amplificateurs audio, et pour les applications de « très » fortes puissances ou à haute fréquence (HF) comme pour les fours à micro-ondes, le chauffage par radio-fréquence industriel, et l'amplification de puissance pour les émetteurs de radiodiffusion et de télévision, par exemple dans les émetteurs de radiodiffusion en ondes courtes (bandes de fréquence de 3,2 à 26,1 MHz de 250 à 500 kW, où l'étage final de l'amplificateur est constitué d'un seul tube, comme pour les émetteurs ALLISS d'Issoudun.
En effet, le transistor bipolaire est limité en puissance et en fréquence par deux phénomènes : la dissipation volumique et le temps de transit, qui rendent difficile l'augmentation simultanée de la puissance et la fréquence de fonctionnement. Pour pallier cette limitation dans les applications de très forte puissance dans le domaine des hautes fréquences, des combinaisons d'amplificateurs en parallèle sont possibles, mais demandent des coupleurs multiples en entrée et en sortie, et un coût supérieur à un amplificateur à tube unique de même puissance. Les tubes à vide au contraire ne dissipent aucune énergie dans le transit des électrons, mais uniquement à l'impact sur l'anode, qui peut être refroidie,,.
En diffusion sonore, certains audiophiles trouvent que les tubes électroniques permettent une qualité de son supérieure aux systèmes à transistors bipolaires ou à amplificateurs opérationnels. D'autres affirment par contre que les tubes électroniques n'apportent rien et qu'ils ne représentent plus aujourd'hui qu'un argument commercial. Il est toutefois peu probable qu'ils disparaissent, vu l'intérêt majeur que leur portent certains amateurs, musiciens et techniciens, par exemple pour les amplificateurs de guitare électrique ainsi que pour les préamplificateurs de microphone et de studio d'enregistrement, où, selon des tests effectués comparativement dans les années 1970, les préamplificateurs à tubes, utilisés dans des conditions de surcharge et de distorsion dépassant leur gamme utile, reproduiraient mieux les harmoniques que leurs équivalents à transistors ou à amplificateurs opérationnels.

## Triodes et pentodes de puissance

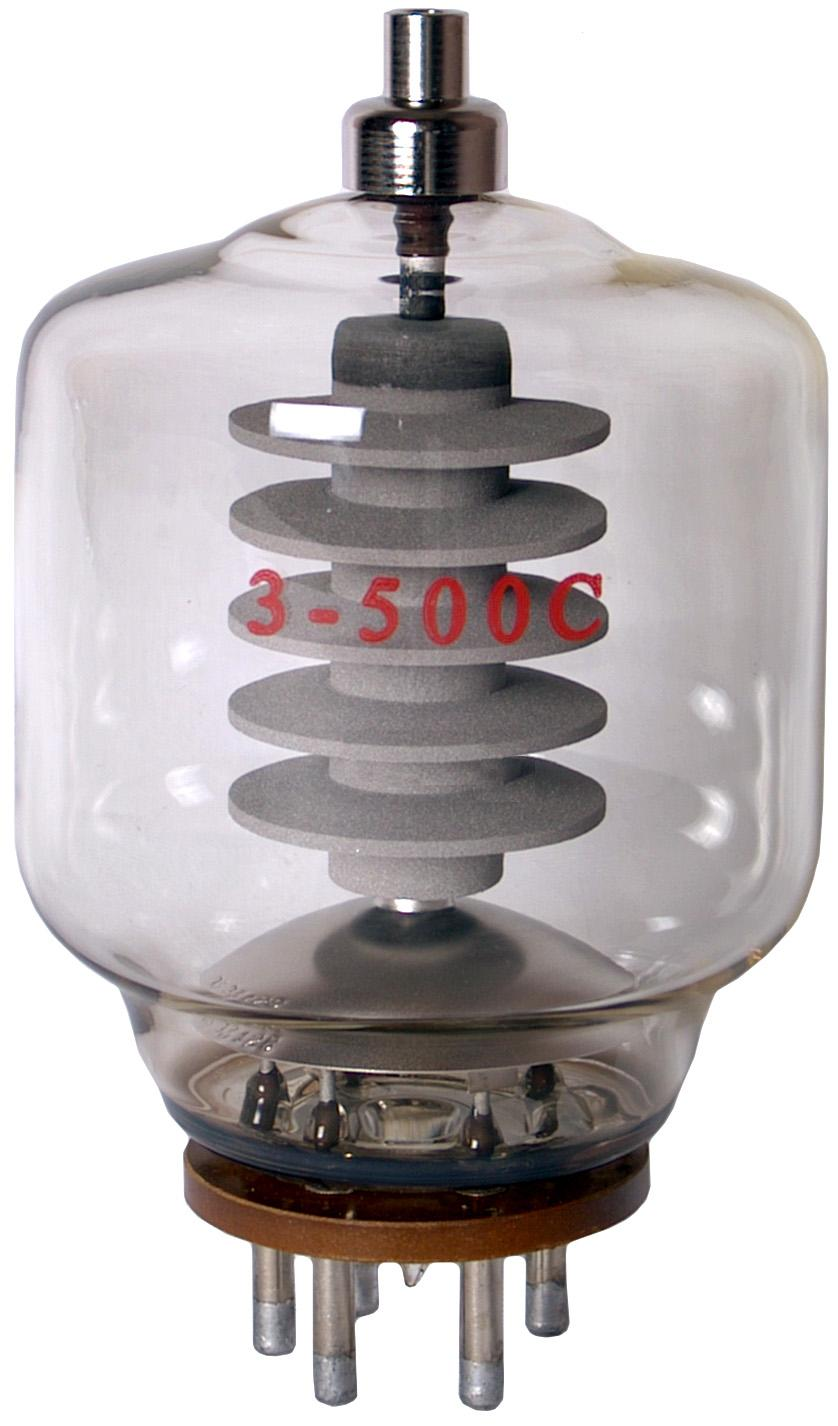
Triode HF 500 W

Malgré l'avancée technologique des semi-conducteurs de puissance, les tubes à vide ont ainsi gardé l'avantage pour la fiabilité et pour le coût de revient lors de leur utilisation en amplificateurs de forte puissance dans certains domaines. Les triode à grille commune, ou les pentodes à cathode commune sont les schémas les plus utilisés, jusqu'à environ 100 MHz.
Les puissances varient de 500 W pour un amplificateur de radioamateur avec une triode 3-500Z refroidie par convection naturelle, à 1,5 MW pour un tube d'émetteur de radiodiffusion et environ 30 MW en commutation, en refroidissement par circulation d'eau.

## Conception des amplificateurs à tubes

### Classes de fonctionnement
Les classes d'amplification sont définies de la même façon que pour les transistors, avec les principes suivants :
- la classe A est utilisée en petits signaux, la puissance dissipée reste constante quel que soit le signal appliqué ;
- les classes AB ou B, non linéaires sur charge résistive, peuvent être utilisées en « push-pull » linéaire en BF, ou en amplificateur linéaire avec charge accordée ;
  - On distingue la classe AB1, sans apparition de courant grille et la classe AB2 avec courant grille ;
- les classes C avec taux d'ouverture variable pouvant aller jusqu'à la commutation totale, sont utilisées en modulateurs de forte puissance, et en amplificateurs à enveloppe constante (émetteurs FM par exemple).

### Schémas amplificateurs
Les amplificateurs à tubes utilisent les trois schémas usuels appliqués également pour les transistors :
- le montage « grille commune » où le signal à amplifier est appliqué à la cathode, avec l'avantage d'un faible couplage entrée-sortie permettant d'éviter le « neutrodynage ». L'inconvénient est un gain en puissance limité (de dix à vingt fois), ces amplificateurs demandent donc un préamplificateur capable de délivrer 100 W pour une puissance de sortie finale de 1 kW par exemple. Ce schéma est bien adapté aux amplificateurs fonctionnant sur toute la bande HF (haute fréquence), par exemple pour la marine, les radioamateurs ou les télécommunications professionnelles HF ;
- le montage en « cathode commune », où le signal à amplifier est appliqué à la grille à haute impédance, le gain en puissance est très élevé, le préamplificateur est donc économique, mais le couplage entrée-sortie demande en général un neutrodynage sauf en BF (basse fréquence) : (amplificateurs de stades, de pots vibrants, etc.). En HF le neutrodynage sur une fréquence est facile à réaliser, c'est donc le schéma usuel des émetteurs de radiodiffusion en PO (petites ondes) et OC (ondes courtes) ;
- le montage en « anode commune » appelé également « suiveur » ou « cathode follower », où le signal entre sur la grille et sort sur la cathode. C'est un adaptateur d'impédance sans gain en tension, peu utilisé à l'exception des amplificateurs Hi-Fi.

### Dissipation et refroidissement

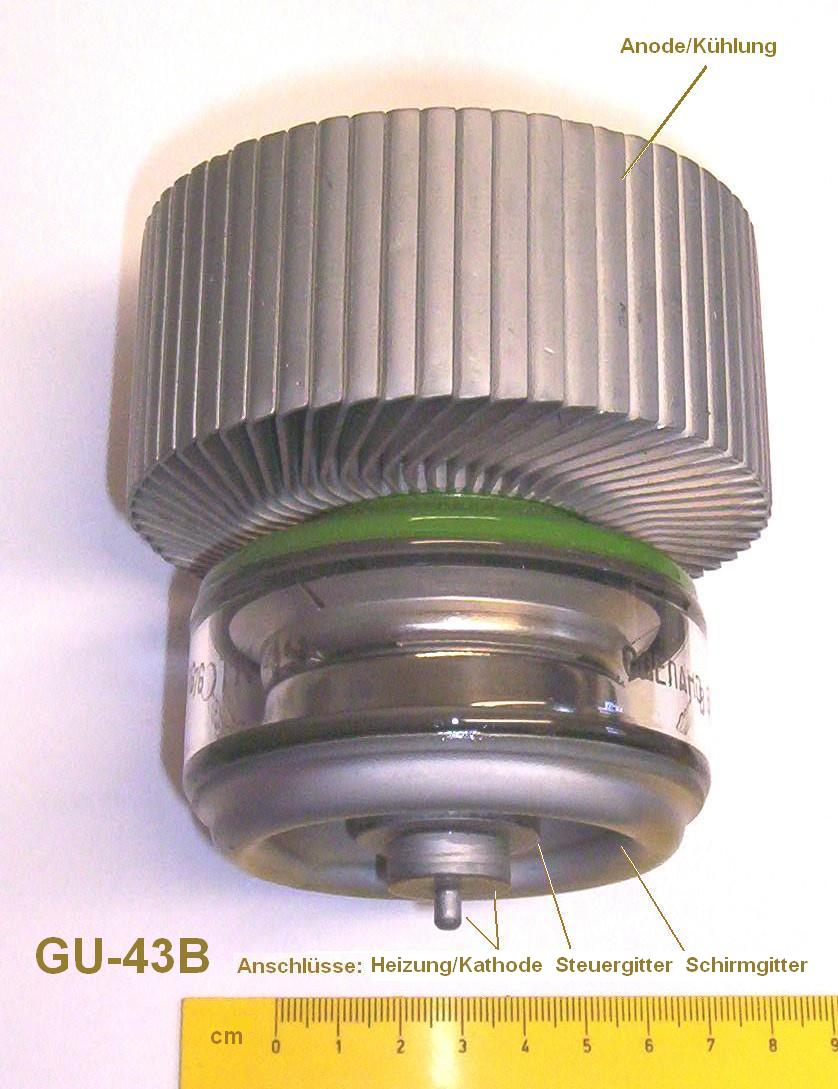
Refroidissement à air d'un tube électronique.

Dans un tube électronique de petits signaux, la source de chaleur principale est le filament, dont la dissipation s'effectue par rayonnement. Dans un tube de puissance, le refroidissement de l'anode est la limitation principale en puissance. Elle est résolue par rayonnement pour les puissances inférieures au kilowatt, en laissant l'anode monter à la température maximale compatible avec le matériau utilisé (métal jusqu'à 100-200 W, graphite de 200 à 2 000 W et graphite pyrolytique à 1 000 kW), l'enveloppe de verre spécial assurant le rayonnement. Le refroidissement à air forcé est utilisé jusqu'à quelques dizaines de kilowatts, l'anode étant externe et munie d'ailettes de convection. Enfin la circulation d'eau, voire l'ébullition d'eau sur les vapotrons permet de dissiper des centaines de kilowatts. Il est également possible de refroidir l'anode par circulation d'eau,,.

## Tubes hyperfréquence
Les tubes classiques (triodes et pentodes) permettent de concevoir des amplificateurs jusqu'à 1 GHz environ. Au-delà, des tubes ont été spécialement développés, comme le magnétron, le tube à ondes progressives (traveling-wave tube), et le klystron en combinant les effets magnétiques et électrostatiques. Leurs noms sont multiples, mais parfois avec peu de différences sauf une amélioration ponctuelle. Parmi les plus connus :
- le magnétron est utilisé dans les fours à micro-ondes et les radars.
- le klystron permet des puissances supérieures et est principalement utilisé dans les applications militaires de radars et de contre-mesures électroniques, dans les accélérateurs de particules et les émetteurs de télévision ;
- le tube à ondes progressives (TOP ou TWT pour Travelling Wave Tube) est utilisé dans les applications hyperfréquence de moyenne puissance et faible bruit : émetteurs de faisceau hertzien, répéteurs de satellites.

Le marché industriel de ces tubes va aux deux extrêmes :
- des tubes à onde progressive de 10 à 250 W capables de fonctionner pendant 15 à 20 ans en orbite pour la télévision directe. Un tel tube coûte environ 50 000 € à 150 000 €;
- aux magnétrons des fours ménagers produits par millions à un prix de production inférieur à 10 €.

### Magnétron

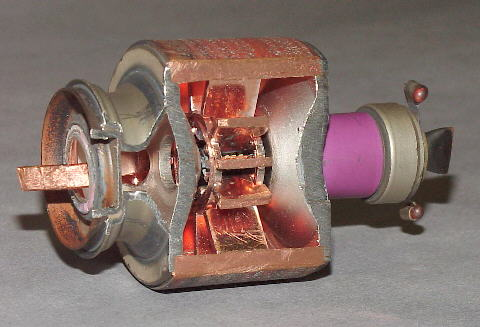
Magnétron.

Le magnétron est un tube à vide sans grille d'arrêt, avec une cathode centrale, chauffée par un filament, et une anode massique et concentrique dans laquelle sont creusées plusieurs cavités résonnantes. Un champ magnétique axial est généralement créé par deux aimants permanents à chaque extrémité du tube. Le parcours en spirale (du fait du champ magnétique) des électrons se fait à une fréquence accordée aux cavités résonnantes.
Le magnétron étant auto-oscillant, il permet des montages simples, comme dans les fours à micro-ondes.
Les puissances disponibles sont de l'ordre de quelques kW en continu (des MW crête) à 3 GHz et de centaines de watts (des centaines de kW crête) à 10 GHz. Des magnétrons sont disponibles jusqu'à 35 GHz (bande Ka).
Pour obtenir ces puissances une tension de plusieurs milliers de volts est nécessaire.
De nos jours, le magnétron a deux usages principaux :
- le radar où il est concurrencé par le klystron, le TOP et désormais les semi-conducteurs ;
- le four à micro-ondes.

### Klystron

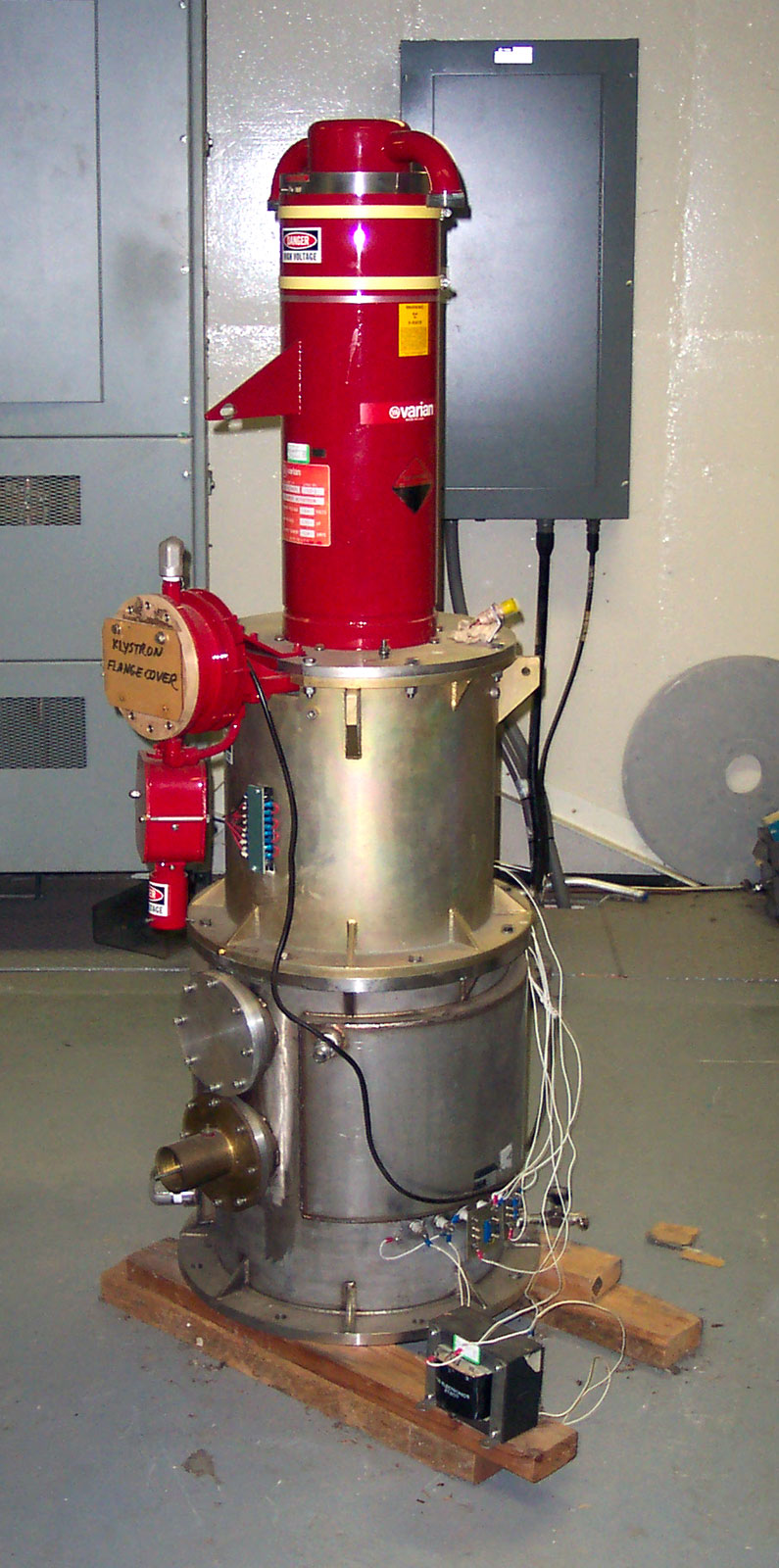
Klystron

Le klystron est un tube à vide qui permet de réaliser des amplificateurs de moyenne et forte puissance à bande étroite en hyperfréquences. Leurs puissances peuvent atteindre plus de 60 kW.
Les klystrons sont utilisés en particulier dans les radars, les accélérateurs linéaires de particules, les stations d'émission télévisuelles UHF, et les stations de diffusion satellitaires.

### Tube à ondes progressives

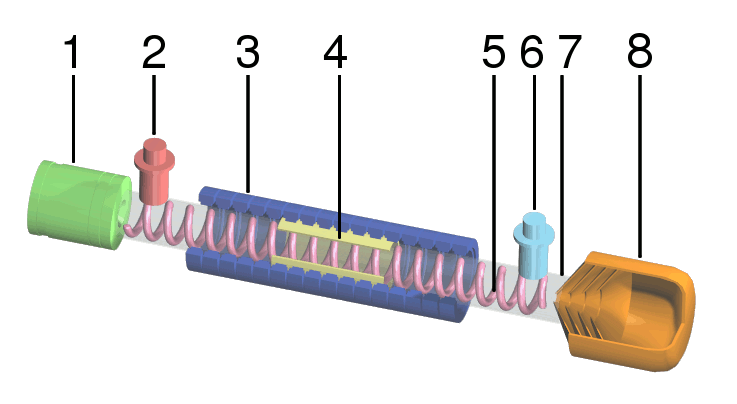
Tube à ondes progressives :
1. Cathode.
2. Entrée du signal hyperfréquence à amplifier (ici, connecteur coaxial).
3. Aimants permanents.
4. Atténuateur.
5. Hélice.
6. Sortie du signal amplifié (ici, connecteur coaxial).
7. Enveloppe.
8. Collecteur d'électrons.

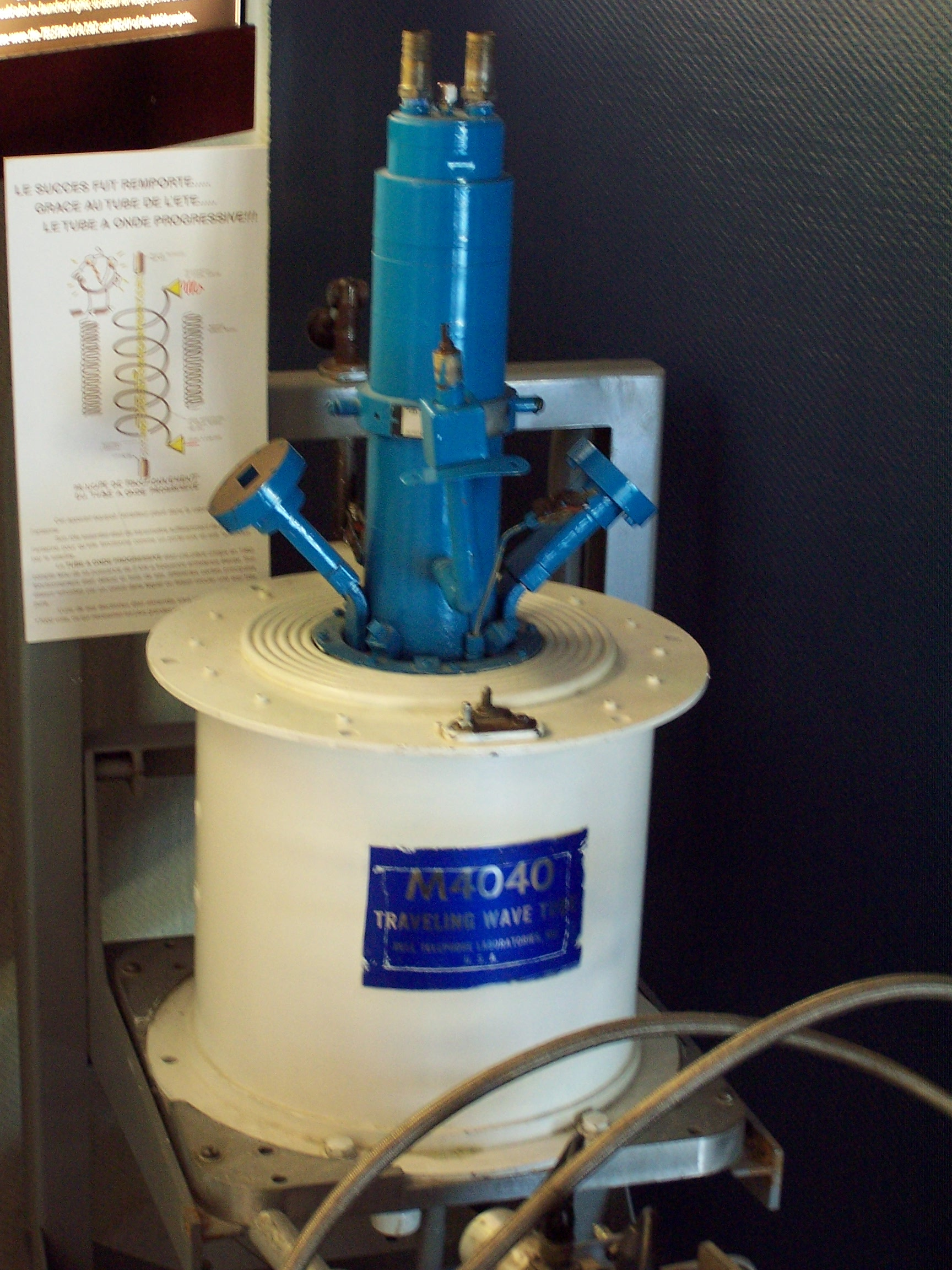
Tube à ondes progressives utilisé pour PB1 (radôme) Pleumeur-Bodou (Bretagne).

Le tube à ondes progressives (TOP, traveling-wave tube) est utilisé en hyperfréquences pour réaliser des amplificateurs de faible, moyenne ou forte puissance. Il permet de réaliser des amplificateurs à bande large et à très faible bruit de fond. Il convient particulièrement bien pour les amplificateurs des satellites de télécommunications.
Le tube à ondes progressives est composé de quatre parties principales :
- le canon électronique (filament, cathode, wehnelt et anode) ;
- l’hélice ;
- les collecteurs ;
- l’enceinte à vide.

## Autres tubes à vide

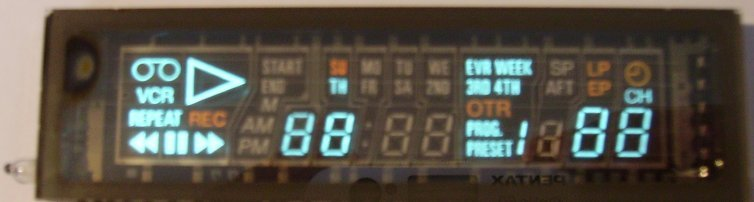
Afficheur fluorescent utilisé pour l'affichage d'un magnétoscope.

Un grand nombre de composants furent développés entre 1920 et 1960 en utilisant la technique du tube à vide :
- les tubes photomultiplicateurs qui restent actuellement les détecteurs de lumière les plus sensibles. Ils sont utilisés en astronomie et en physique nucléaire ;
- les tubes compteurs comme le Dekatron, remplacés par des circuits intégrés ;
- les tubes de caméra, remplacés actuellement par la technologie CCD ou CMOS ;
- les tubes à rayons X utilisés en imagerie médicale, science des matériaux ;
- les tubes d'affichage :
  - à gaz (tubes Nixie), remplacés par les afficheurs à diode électroluminescente ou à cristaux liquides (LCD) ;
  - les afficheurs fluorescents (supplantés par les afficheurs LCD et OLED) ;
  - les indicateurs d'accord cathodique, également désignés sous le terme d'œil magique, et servant à indiquer sur les récepteur radio à lampes l'accord exact sur une station ;
- les tubes cathodiques, autrefois utilisés dans les téléviseurs, les oscilloscopes et écrans d'ordinateur. Ils sont remplacés depuis la fin des années 1990 par les écrans plats à plasma ou à cristaux liquides (LCD) ;
- les spectromètres de masse et les microscopes électroniques utilisent également la technologie des tubes à vide ;
- les cyclotrons et les accélérateurs de particules ne sont rien d'autre que d'immenses tubes à vide.

## Évolutions récentes
Au début du XXIe siècle, l'intérêt que l'on porte aux tubes à vide a repris, cette fois avec le tube à vide émetteur de champ. Ce type de tube se présente sous la forme d'un circuit intégré. La conception la plus courante utilise une cathode froide, où les électrons sont émis par des extrémités d'angles, d'échelle nanométrique et générés à la surface de la cathode métallique.
Il possède comme avantages une grande robustesse combinée avec la capacité de fournir de grandes puissances de sortie avec un bon rendement. Fonctionnant sur le même principe que les tubes classiques, ces prototypes ont été construits avec un émetteur d'électrons formé de petites pointes utilisant des nanotubes, et en gravant les électrodes comme des petites plaques rabattables (par une technique similaire à celle qui est utilisée pour créer les miroirs microscopiques utilisés par la technique Digital Light Processing) qui sont maintenues debout par un champ magnétique.
Ces microtubes intégrés devraient trouver des applications dans les appareils utilisant des micro-ondes tels que les téléphones portables, pour les émetteurs/récepteurs Bluetooth et Wi-Fi, les radars et les satellites. Ils sont également étudiés pour une application possible dans la fabrication d'écrans plats.

## Simulation des tubes électroniques
Les technologies de simulation informatique sont utilisées également avec les tubes, sur SPICE, par exemple. De nombreux fabricants fournissent directement les modèles de leurs composants, modèles qui seront utilisés par le logiciel de simulation. Ces modèles des fabricants permettent de disposer de données fiables conduisant à des résultats corrects. Ils sont cependant dans la plupart des cas une simplification du comportement réel du tube modélisé. De manière générale, plus le nombre d'électrodes du tube augmente, plus le modèle s'écarte du composant réel. Leur principal défaut est de ne modéliser correctement que le courant d'anode, et dans le cas des tubes multigrilles, que pour une tension G2 fixe.

### En français
- Jean Hiraga, Initiation aux amplis à tubes, Dunod, 1998, 216 p. (ISBN 978-2-10-005269-1).
- Peter Dieleman, Théorie et pratique des amplificateurs audio à tubes, Elektor, 2008 (nouvelle édition), 226 p. (ISBN 978-2-86661-150-7, présentation en ligne).
- Francis Ibre, Tubes audio anciens et récents, Roissy, Elektor, 128 p. (ISBN 978-2-86661-155-2, présentation en ligne).
- Jacques Fagot, Emploi des tubes électroniques et des transistors, Masson, 1964.

### En anglais
- Shiers, George, The First Electron Tube, Scientific American, March 1969, p. 104.
- Tyne, Gerald, Saga of the Vacuum Tube, Prompt Publications, 1977 (réimpression 1994), p. 30-83.
- Stokes, John, 70 Years of Radio Tubes and Valves, Vestal Press, NY, 1982, p. 3-9.
- Thrower, Keith, History of the British Radio Valve to 1940, MMA International, 1982, p. 9-13.